# Ferren
Ferren war ein Volumenmaß für Flüssigkeiten in Maskat in Oman.
- 1 Ferren = 30 Liter nach Gyllenbok[1] = 31,586 Liter entsprach 24,0 Kilogramm
- 1/34 Ferren = 1 Sidio = 7/8 Liter
  - 1 Sedio/Sidio = 929 ml entsprach 706 Gramm (nach Gyllenbok[1])
- auch: 1 Ferren = 34 Sedio/sidio = 36,03 Liter (nach Gyllenbok[1])
  - auch  1 Sedio/Sidio = 1,06 Liter (nach Gyllenbok[1])